# Botevgrad
Botevgrad (en búlgaro: Ботевград) es una ciudad de Bulgaria en la provincia de Sofía.

## Geografía
Se encuentra a una altitud de 353 m s. n. m. a 64 km de la capital nacional, Sofía.

## Demografía
Según estimación 2012 contaba con una población de 20 052 habitantes.
|         | 2004   | 2005   | 2006   | 2007   | 2008   | 2009   | 2010   | 2011   |
| Mujeres | 10 487 | 10 416 | 10 523 | 10 583 | 10 614 | 10 616 | 10 604 | 10 357 |
| Varones | 9 981  | 9 930  | 9 981  | 10 002 | 9 964  | 9 928  | 9 840  | 9 885  |
| Total   | 20 468 | 20 346 | 20 504 | 20 585 | 20 578 | 20 544 | 20 444 | 20242  |